# 松浦市
松浦市（まつうらし）は、長崎県北部、北松浦半島に位置する市。離島部も市域に含む。松浦党発祥の地。「アジ」水揚げ日本一を誇る市であり、「アジフライの聖地」として知られている。

## 地理

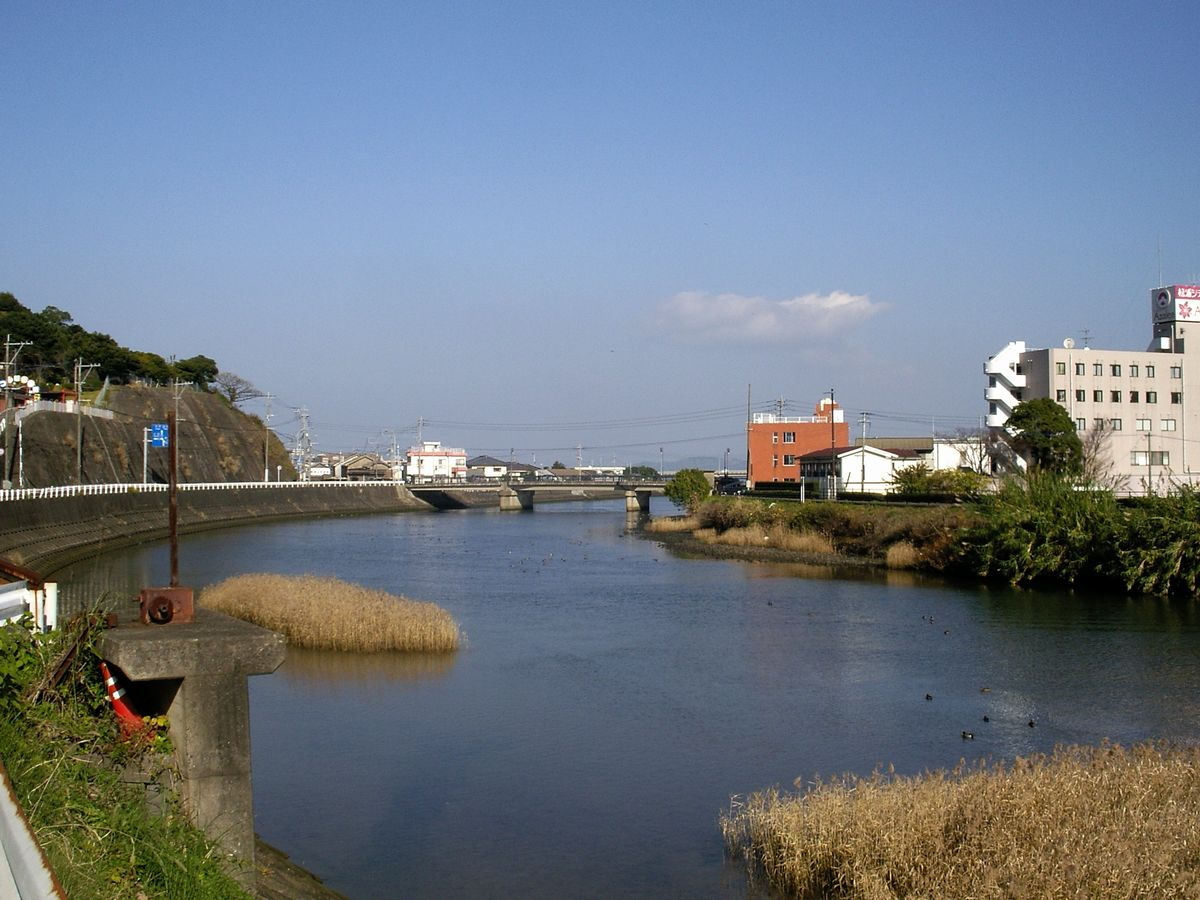
志佐川

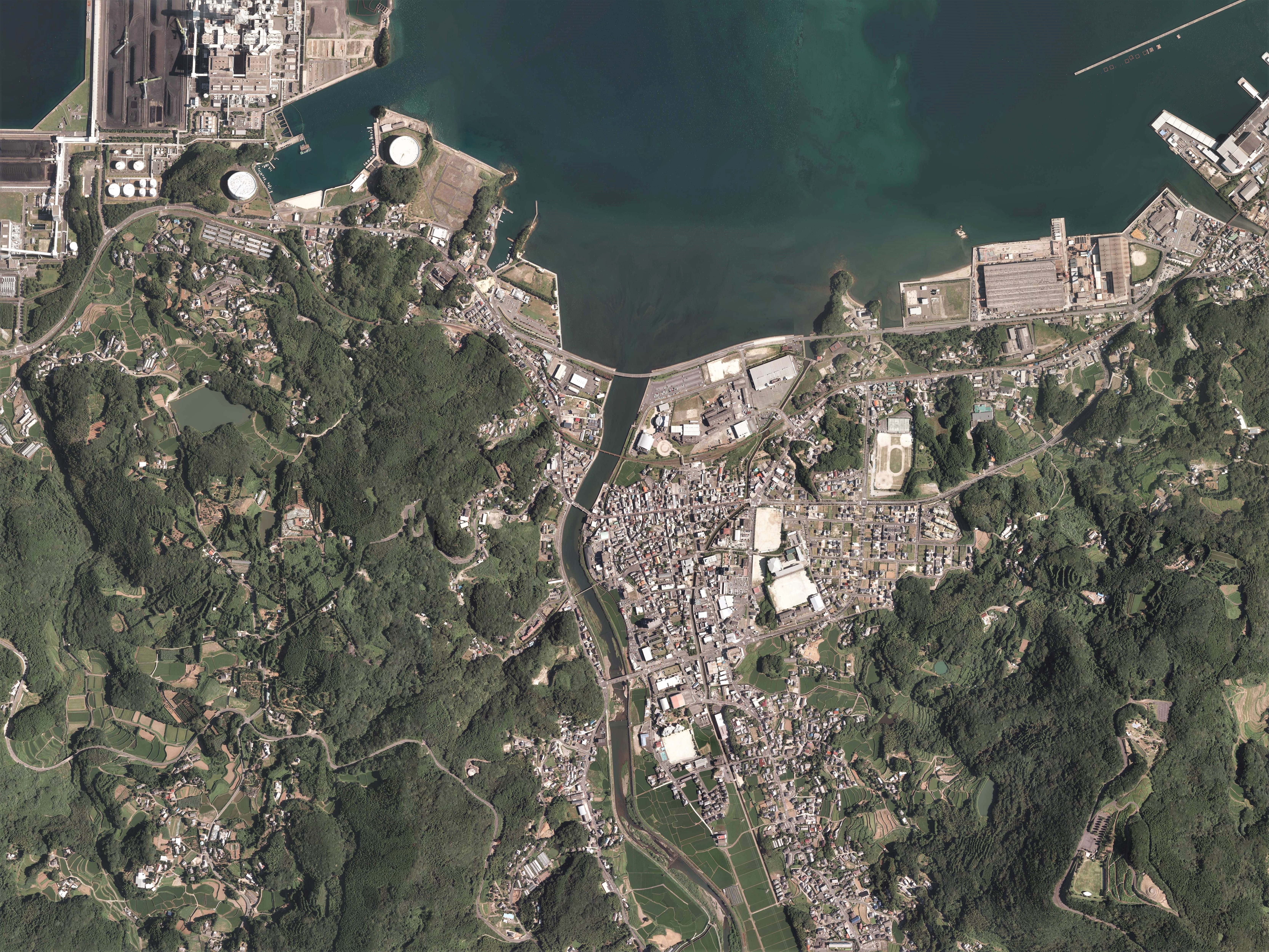
松浦市中心部周辺の空中写真。
2012年8月3日撮影の10枚を合成作成。。

長崎県の北松浦半島北部に位置し、北は玄界灘から伊万里湾に面し、西は平戸市、南は佐世保市、東は佐賀県伊万里市に接している。市域南側の内陸部は溶岩台地の丘陵地で、平地は少ない。川は坂瀬川・竜尾川・志佐川・調川川・今福川などが流れ、河口には「ぎぎが浜」に代表される鳴き砂がある。
有人離島では、伊万里湾の沖合いに浮かぶ福島・鷹島・黒島・飛島・青島の各島を行政区域とする。この中で、平成の大合併前まで単独で町制を施行していた2島（黒島は旧鷹島町に含まれる）のうち、福島は1967年（昭和42年）に隣の佐賀県伊万里市との間に福島大橋が架橋され、鷹島も2009年（平成21年）4月18日に唐津市との間に鷹島肥前大橋が架橋された。このように2島では経済的、地理的には松浦市本土だけでなく佐賀県とのつながりも強い（旧福島町では2003年に住民団体が伊万里市との法定合併協議会設置を求める請求書を提出している）。

### 気候
| 松浦（2011年 - 2020年）の気候      | 松浦（2011年 - 2020年）の気候 | 松浦（2011年 - 2020年）の気候 | 松浦（2011年 - 2020年）の気候 | 松浦（2011年 - 2020年）の気候 | 松浦（2011年 - 2020年）の気候 | 松浦（2011年 - 2020年）の気候 | 松浦（2011年 - 2020年）の気候 | 松浦（2011年 - 2020年）の気候 | 松浦（2011年 - 2020年）の気候 | 松浦（2011年 - 2020年）の気候 | 松浦（2011年 - 2020年）の気候 | 松浦（2011年 - 2020年）の気候 | 松浦（2011年 - 2020年）の気候 |
| 月                                 | 1月                           | 2月                           | 3月                           | 4月                           | 5月                           | 6月                           | 7月                           | 8月                           | 9月                           | 10月                          | 11月                          | 12月                          | 年                            |
| ---------------------------------- | ----------------------------- | ----------------------------- | ----------------------------- | ----------------------------- | ----------------------------- | ----------------------------- | ----------------------------- | ----------------------------- | ----------------------------- | ----------------------------- | ----------------------------- | ----------------------------- | ----------------------------- |
| 最高気温記録 °C （°F）             | 20.0 (68)                     | 21.8 (71.2)                   | 24.3 (75.7)                   | 26.9 (80.4)                   | 31.3 (88.3)                   | 32.8 (91)                     | 37.0 (98.6)                   | 37.0 (98.6)                   | 36.9 (98.4)                   | 31.3 (88.3)                   | 28.8 (83.8)                   | 23.7 (74.7)                   | 37.0 (98.6)                   |
| 平均最高気温 °C （°F）             | 10.3 (50.5)                   | 10.9 (51.6)                   | 14.8 (58.6)                   | 18.9 (66)                     | 23.3 (73.9)                   | 25.3 (77.5)                   | 29.6 (85.3)                   | 31.1 (88)                     | 26.9 (80.4)                   | 22.5 (72.5)                   | 17.8 (64)                     | 12.0 (53.6)                   | 20.3 (68.5)                   |
| 日平均気温 °C （°F）               | 7.0 (44.6)                    | 7.4 (45.3)                    | 10.8 (51.4)                   | 14.6 (58.3)                   | 19.0 (66.2)                   | 22.0 (71.6)                   | 26.4 (79.5)                   | 27.4 (81.3)                   | 23.4 (74.1)                   | 18.9 (66)                     | 13.9 (57)                     | 8.7 (47.7)                    | 16.6 (61.9)                   |
| 平均最低気温 °C （°F）             | 3.7 (38.7)                    | 3.6 (38.5)                    | 6.8 (44.2)                    | 10.4 (50.7)                   | 14.9 (58.8)                   | 19.4 (66.9)                   | 23.9 (75)                     | 24.4 (75.9)                   | 20.4 (68.7)                   | 15.4 (59.7)                   | 10.0 (50)                     | 5.2 (41.4)                    | 13.2 (55.8)                   |
| 最低気温記録 °C （°F）             | −4.1 (24.6)                   | −3.4 (25.9)                   | −0.7 (30.7)                   | 2.9 (37.2)                    | 6.3 (43.3)                    | 13.2 (55.8)                   | 17.4 (63.3)                   | 17.8 (64)                     | 12.5 (54.5)                   | 8.0 (46.4)                    | 2.5 (36.5)                    | −0.5 (31.1)                   | −4.1 (24.6)                   |
| 降水量 mm （inch）                 | 86.0 (3.386)                  | 99.9 (3.933)                  | 135.7 (5.343)                 | 167.6 (6.598)                 | 147.7 (5.815)                 | 309.2 (12.173)                | 337.0 (13.268)                | 364.7 (14.358)                | 214.4 (8.441)                 | 142.0 (5.591)                 | 108.3 (4.264)                 | 89.8 (3.535)                  | 2,195.2 (86.425)              |
| 平均降水日数 （≥1.0 mm）           | 8.4                           | 9.7                           | 8.7                           | 8.8                           | 7.7                           | 13.0                          | 12.2                          | 10.3                          | 11.9                          | 8.0                           | 8.8                           | 8.4                           | 116.6                         |
| 平均月間日照時間                   | 102.9                         | 108.8                         | 173.0                         | 192.9                         | 213.0                         | 122.8                         | 172.4                         | 212.4                         | 146.6                         | 168.4                         | 131.8                         | 88.9                          | 1,831.8                       |
| 出典1：Japan Meteorological Agency |                               |                               |                               |                               |                               |                               |                               |                               |                               |                               |                               |                               |                               |
| 出典2：気象庁                      |                               |                               |                               |                               |                               |                               |                               |                               |                               |                               |                               |                               |                               |

### 隣接する自治体
- 長崎県
  - 佐世保市
  - 平戸市
- 佐賀県
  - 伊万里市
  - 唐津市

## 地域

### 人口
| |                                        |  |
| 松浦市と全国の年齢別人口分布（2005年） | 松浦市の年齢・男女別人口分布（2005年） |  |
| ■紫色 ― 松浦市 ■緑色 ― 日本全国 | ■青色 ― 男性 ■赤色 ― 女性              |  |
| 松浦市（に相当する地域）の人口の推移 \| 1970年（昭和45年） \| 36,598人 \| \| \| 1975年（昭和50年） \| 33,042人 \| \| \| 1980年（昭和55年） \| 32,478人 \| \| \| 1985年（昭和60年） \| 32,312人 \| \| \| 1990年（平成2年） \| 31,254人 \| \| \| 1995年（平成7年） \| 30,470人 \| \| \| 2000年（平成12年） \| 28,370人 \| \| \| 2005年（平成17年） \| 26,993人 \| \| \| 2010年（平成22年） \| 25,145人 \| \| \| 2015年（平成27年） \| 23,309人 \| \| \| 2020年（令和2年） \| 21,271人 \| \| |                                        |  |
| 総務省統計局 国勢調査より |                                        |  |
| 1970年（昭和45年） | 36,598人                               |  |
| 1975年（昭和50年） | 33,042人                               |  |
| 1980年（昭和55年） | 32,478人                               |  |
| 1985年（昭和60年） | 32,312人                               |  |
| 1990年（平成2年） | 31,254人                               |  |
| 1995年（平成7年） | 30,470人                               |  |
| 2000年（平成12年） | 28,370人                               |  |
| 2005年（平成17年） | 26,993人                               |  |
| 2010年（平成22年） | 25,145人                               |  |
| 2015年（平成27年） | 23,309人                               |  |
| 2020年（令和2年） | 21,271人                               |  |

### 地名
松浦市の地名を参照。

## 歴史
律令制下では肥前国松浦郡の区域とされた。平安時代後期の延久元年（1069年）、源氏（嵯峨源氏）の流れを汲む源久が松浦郡宇野御厨の検校となり、現在の市域にあたる梶谷に住み松浦久と名乗り、太夫判官と称して松浦郡・彼杵郡の一部及び壱岐郡を治めた。この松浦久のもとで松浦党と呼ばれる武士団が結成された。松浦党は水軍として有名で、元寇でも活躍している。
江戸時代には藩庁は置かれなかった。その後は当地を含む北松浦半島一帯（離島部を含む）で石炭の存在が発見され、明治時代から戦後にかけて石炭産業（北松炭田）で栄え、最盛期にあたる1955年（昭和30年）の国勢調査では人口44,057人を数えた。
そうした中で炭鉱事故も発生し、1958年（昭和33年）5月7日、中興鉱業㈱江口鉱業所では地下200m地点で出水、作業員29人が死亡する事例もあった。
1960年代以降のエネルギー革命で炭鉱はすべて閉山し、それ以降は戦前から続く漁業のほか火力発電所の建設で産業基盤の維持を図っているが、依然として人口減少が続いている。

### 年表
- 1889年4月1日 町村制施行により、 北松浦郡のうち現在の市域にあたる以下の村が発足。（）は合併を行った村。それ以外は単独村制。
  - 志佐村
  - 上志佐村（← 高野村・横辺田村）
  - 御厨村（← 御厨村・大崎村・田代村）
  - 星鹿村
  - 調川村
  - 今福村
  - 福島村
  - 鷹島村
- 1922年11月1日 志佐村が町制を施行し、志佐町となる。
- 1929年4月1日 今福村が町制を施行し、今福町（いまぶくまち）となる。
- 1930年3月21日 鉄道省伊万里線伊万里 - 楠久間が開業し、現市域内に初の鉄道路線が開通。
- 1941年1月1日 御厨村と星鹿村が新設合併、同時に町制を施行し、新御厨町となる。
- 1949年1月1日 調川村が町制を施行し、調川町となる。
- 1951年1月21日 福島村が町制を施行し、福島町となる。
- 1954年4月1日 志佐町と上志佐村が新設合併により改めて志佐町となる。
- 1955年3月31日 北松浦郡志佐町・新御厨町・調川町が新設合併、同時に市制を施行し、松浦市（旧）となる。
- 1955年4月15日 今福町が松浦市に編入される。今福町の読みは「いまふくちょう」。
- 1975年1月1日 鷹島村が町制を施行し、鷹島町となる。
- 1976年8月4日 集中豪雨で市内が冠水、約70戸が床上浸水した。今福町では民家の裏山が崩れ1人が負傷[6]。
- 1988年4月1日 当市内を通る松浦線が第三セクター鉄道の松浦鉄道西九州線に転換される。
- 2006年1月1日 松浦市・福島町・鷹島町が新設合併により松浦市（現行）となる。
- 2019年4月27日 「アジフライの聖地」を宣言。

## 行政

### 市の行政機関
- 市長：友田吉泰（2018年2月5日就任、2期目）
  - 松浦市消防本部
  - 国民健康保険直営松浦市立中央診療所（旧松浦市民病院）

### 県の行政機関
- 長崎県警察松浦警察署

## 議会

### 市議会
松浦市議会の議席定数は、17議席である。

### 県議会
松浦市から選出される長崎県議会議員の定数は1議席である。現在は石本まさひろが務める。

### 衆議院
- 選挙区：長崎4区（佐世保市（早岐・三川内・宮の各支所管内を除く）、平戸市、松浦市、西海市、北松浦郡（佐々町））
- 投票日：2023年10月22日（北村誠吾の死去に伴う補欠選挙）
- 当日有権者数：243,185人
- 投票率：42.19％

| 当落 | 候補者名 | 年齢 | 所属党派   | 新旧別 | 得票数   |
| ---- | -------- | ---- | ---------- | ------ | -------- |
| 当   | 金子容三 | 40   | 自由民主党 | 新     | 53,915票 |
|      | 末次精一 | 60   | 立憲民主党 | 前     | 46,899票 |

## 司法
- 長崎地方裁判所平戸支部（松浦市・平戸市）
- 長崎家庭裁判所平戸支部（松浦市・平戸市）
- 平戸簡易裁判所（松浦市・平戸市）

## 産業
石炭鉱業
松浦市は北松浦炭田に位置するため、嘗ては多くの石炭鉱山（炭鉱）が、数多くの企業が創業し、経営操業されて居た。
2025年現在も、国内炭鉱全盛期よりも多くの石炭が、製鉄所、火力発電所、セメント製造工場等多くの工場で使用されて居る。
だが、国内炭鉱の石炭よりも、海外の露天掘り炭鉱で掘削された物を、輸入した方が安価で安定的に導入出来る事で、政府の国内炭鉱技術海外移転研修制度の導入で、西彼杵炭田の池島炭鉱と、釧路炭田の釧路コールマイン（炭鉱）の2つを除き、坑内掘り炭鉱は全て閉山し、北海道の露天掘削炭鉱が、わずかに操業されて居る。
池島炭鉱は、石炭掘削は終了し、市民の見学講座と、海外実習生の講義に使用されて居る。
松浦市の市内域にも鉱業所は所在して居たが、合併によって松浦市となった福島にて操業して居た、中興鉱業㈱の新型の立坑櫓を建設した福島鉱業所等3鉱業所は、最後の方まで存在したことで、福島の資料館に展示が充実して居る他、福岡県直方市の直方市石炭記念館には、此方（福島）に資料館が存在しなかった事で、資料散逸を防ぐために、立坑櫓を設計施工した日立と、中興鉱業㈱が、社員教育用の精密模型と解説、銘板を寄贈し、同地で展示公開されて居る。
松浦市では「炭鉱史」として書籍資料に纏め、図書館に配置する他、希望者には、安価に販売も行って居る。

### 水産業
市内には漁港が12か所にある。
産地市場として1979年（昭和54年）に松浦市が開設した地方卸売市場である松浦魚市場がある。松浦魚市場における総水揚げ量72,374トン（日本第9位　2019年）。アジの漁獲量は約25,000トン（2017年）3年連続全国一の水揚げ（PDF5枚目）、サバの漁獲量は約4万トンで日本有数。当地産のアジ・サバは「旬あじ」「旬さば」のブランド名を名乗る。「アジフライの聖地」を宣言して町おこしを行っている。とらふぐの養殖収穫量は2014年度に全国1位となった。

### 製造業
- ニッチツ松浦工場

### 石炭火力発電所

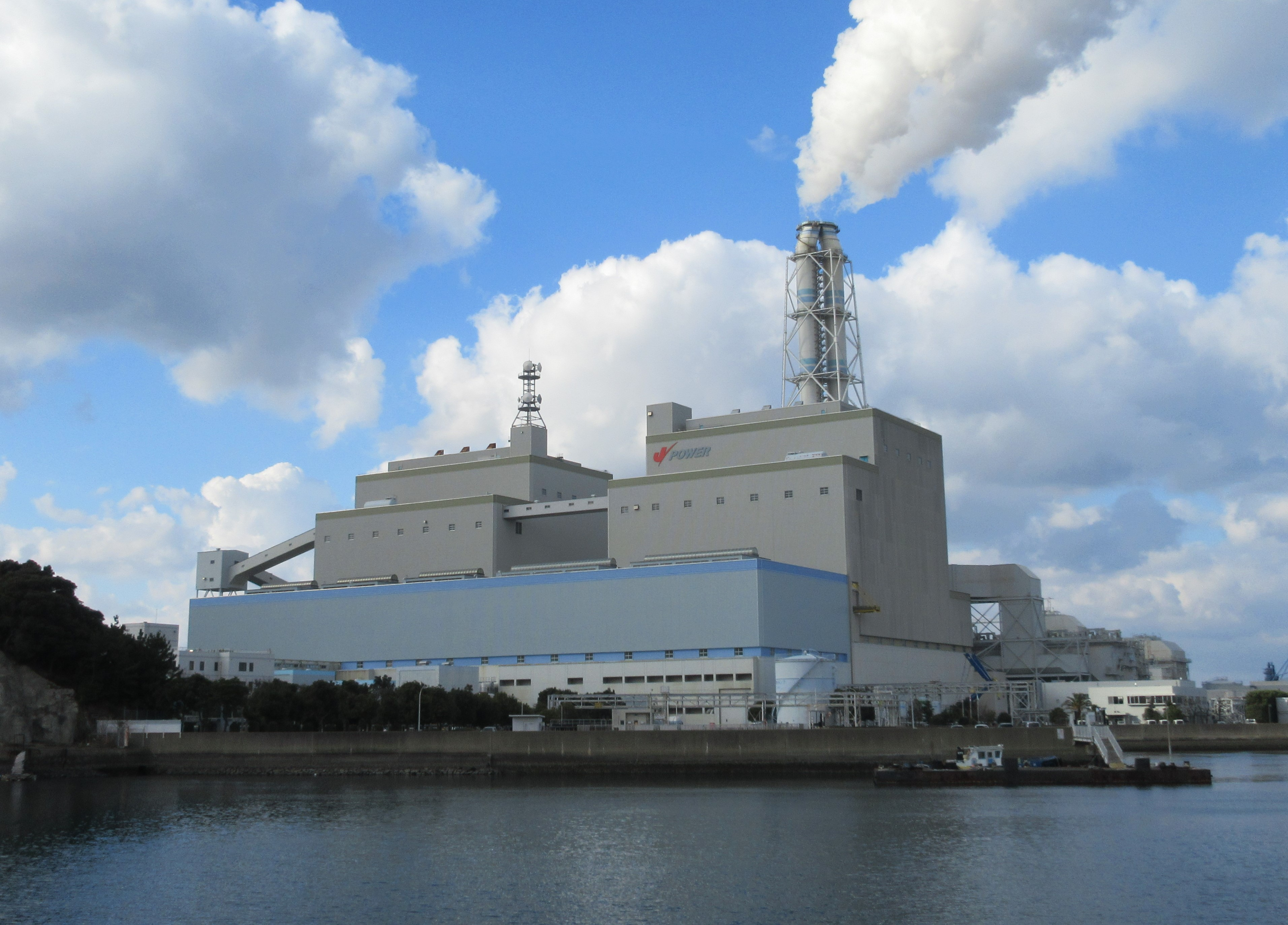
電源開発松浦火力発電所

九州電力と電源開発の石炭火力発電所が立地している。低炭素化のため、九州電力の火力発電所では下水汚泥バイオマスやアンモニアの混焼、電源開発の火力発電所では木質バイオマスの混焼が行われている。
- 九州電力松浦発電所
- 電源開発松浦火力発電所

## 金融
- 十八親和銀行（2店舗）- 松浦支店、松浦中央支店

※かつては佐賀銀行も今福支店を置いていたが、2015年（平成27年）2月に伊万里支店に統合され、出張所としてATMが設置されているのみである。
- 長崎県民信用組合（1店舗）- 松浦支店
- ながさき西海農業協同組合（JAバンク）（2店、1出張所）- 松浦支店、福島支店、鷹島出張所
- 漁業協同組合（JFマリンバンク）- 新松浦漁協
- 郵便局（ゆうちょ銀行）（15局）
  - 集配局 - 窓口業務に加え、集配業務を行う郵便局（4局）
    - 松浦郵便局、御厨郵便局、鷹島郵便局、福島郵便局

  - 無集配局（4局）
    - 今福郵便局、上志佐郵便局、調川郵便局、星鹿郵便局

  - 簡易郵便局（8局）
    - 阿翁浦簡易郵便局、青島簡易郵便局、黒汐簡易郵便局、田代簡易郵便局、西木場簡易郵便局、福島土谷簡易郵便局、前浜簡易郵便局、三里簡易郵便局

## 姉妹都市・友好都市

### 国内
- 北海道松前郡福島町
- 長野県木曽郡木曽町（旧木曽福島町）
町名に｢福島｣の名が付く上記2町と｢三福島町友好交流事業｣として旧福島町が平成初期に姉妹提携[10]。合併後も交流が続いている。

### 国外
- マッカイ市（オーストラリア連邦 クイーンズランド州）
1989年（平成元年）7月22日 姉妹都市提携

市内の九州電力・電源開発の火力発電所ではオーストラリア等の海外炭を燃料としており、産炭地であるマッカイ市と姉妹都市となった
- ホジルト（モンゴル国 ウブルハンガイ県）
1991年（平成3年）7月27日 姉妹都市提携[11]

## 教育

### 高等学校
- 長崎県立松浦高等学校

廃止された高等学校に関しては長崎県高等学校の廃校一覧#松浦市を参照。

### 中学校
公立のみ7校
- 松浦市立御厨中学校
- 松浦市立青島中学校（小学校と併設）
- 松浦市立志佐中学校
- 松浦市立調川中学校
- 松浦市立今福中学校
- 松浦市立福島中学校
- 松浦市立鷹島中学校

廃止された中学校に関しては長崎県中学校の廃校一覧#松浦市を参照。

### 小学校
公立のみ9校（2016年（平成28年）4月時点）
- 松浦市立御厨小学校
- 松浦市立星鹿小学校
- 松浦市立青島小学校（中学校と併設）
- 松浦市立志佐小学校
- 松浦市立上志佐小学校
- 松浦市立調川小学校
- 松浦市立今福小学校
- 松浦市立福島養源小学校（2016年4月松浦市立福島小学校と松浦市立養源小学校を統合の上開校）
- 松浦市立鷹島小学校

廃止された小学校に関しては長崎県小学校の廃校一覧#松浦市を参照。
松浦市では、「松濤奨学基金条例」に基づく奨学金制度があり高等学校・専修学校・大学進学者を対象としている。なお、奨学金は返還義務がともなう。

## 交通

### 鉄道
- 松浦鉄道[注釈 1]
  - 西九州線

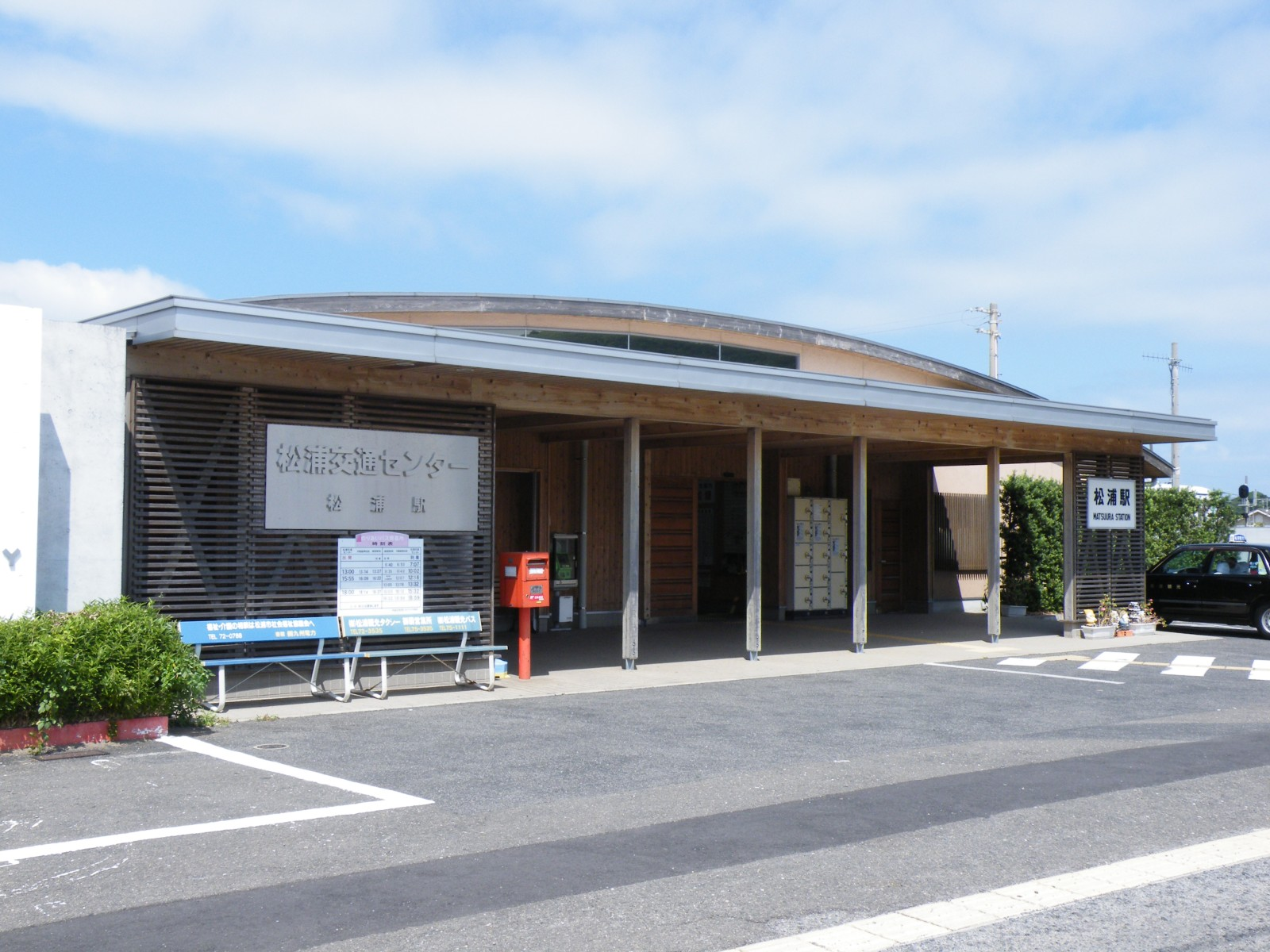
松浦駅

    - 今福駅 - 鷹島口駅 - 前浜駅 - 調川駅 - 松浦駅 - 松浦発電所前駅 - 御厨駅 - 西木場駅
- 中心となる駅：松浦駅

### バス路線

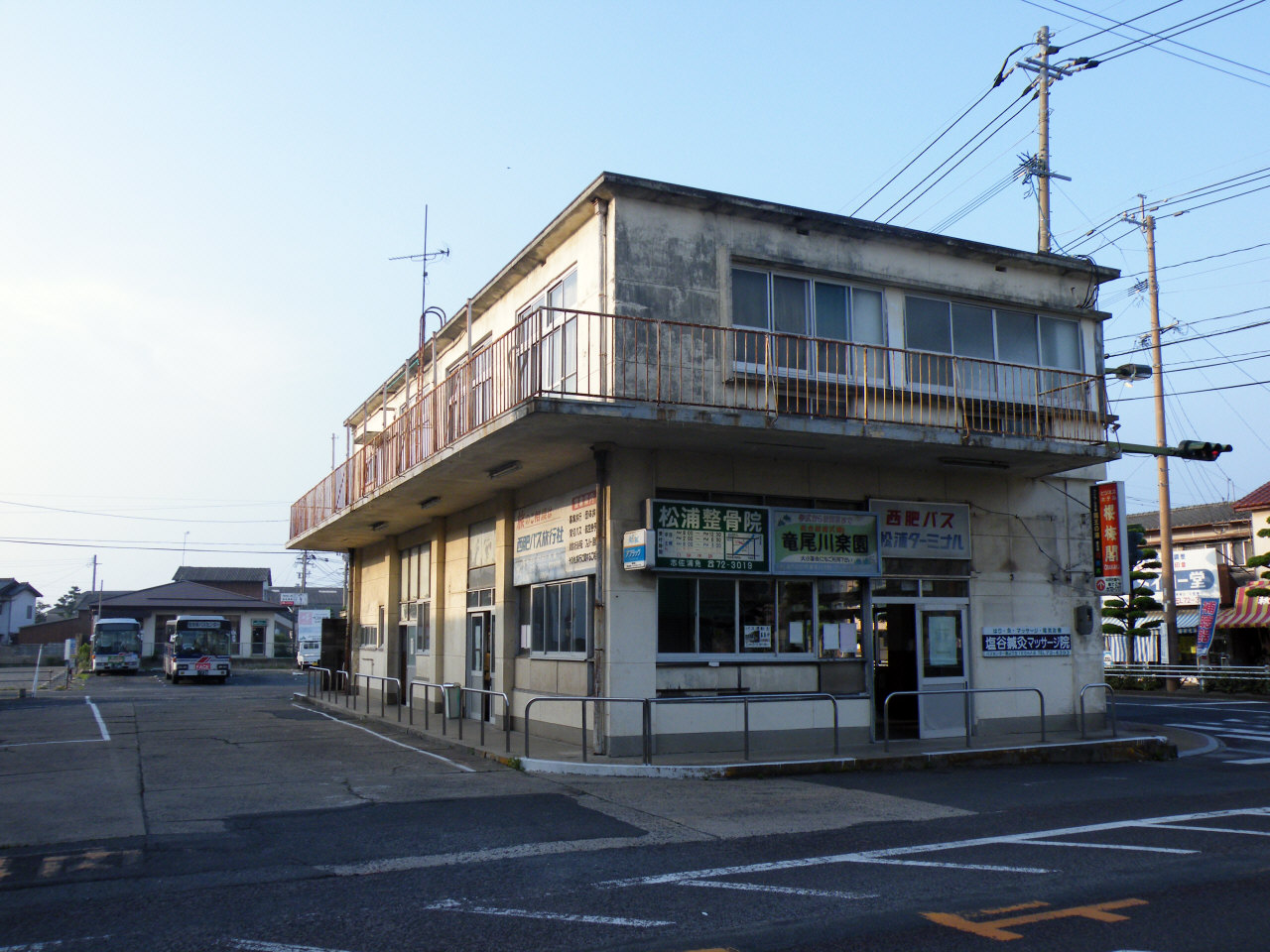
松浦バスセンター

西肥自動車（西肥バス）
北松浦半島一帯を営業エリアとするバス事業者で、松浦駅前をターミナルとして、主に松浦市と周辺部を結ぶ路線を運行している。
佐世保駅前（佐世保市）- 佐々バスセンター（佐々町）- 吉井町 - 福井 -（草の尾入口 - ）松浦市
世知原（佐世保市）- 長坂 - 笛吹- 松浦市
平戸桟橋 （平戸市）-  平戸口桟橋 - 御厨 - 松浦市
伊万里駅前 - 波多津 - 福島（旧福島町）
松浦市乗合バス
西肥自動車が路線を廃止した地区を運行する廃止代替バス。松浦観光バスが運行する。
鷹島乗合タクシー
鷹島で運行していた松浦市営バス（旧鷹島町営バス）の休止に伴い、同島内で運行開始している。鷹島タクシーが運行する。
さつき観光
高速バス。松浦市と唐津市・福岡市を結ぶ。
HEARTSバスステーション博多 - 東唐津駅・唐津生駒 - 松浦今福・松浦・松浦発電所・松浦御厨駅前

### 道路

#### 高速道路
- 西九州自動車道
  - 伊万里松浦道路
    - （佐賀県伊万里市） - 今福IC - 調川IC - 松浦IC - （佐世保市）
      - 2015年（平成27年）3月14日に山代久原IC - 今福IC間が開通し、松浦市としては初めて高速道路が開通した。2017年（平成29年）11月5日には今福IC - 調川IC間も開通。同区間はほぼトンネルである。調川IC - 松浦IC間は2018年（平成30年）12月15日開通。

  - 松浦佐々道路（事業中）
    - 松浦IC - （佐世保市）

#### 一般国道
- 国道204号
  - 松浦バイパス

#### 県道
主要地方道
- 長崎県道5号伊万里松浦線
- 長崎県道11号佐世保日野松浦線
- 長崎県道40号佐世保吉井松浦線
- 長崎県道61号御厨田代江迎線

一般県道
- 長崎県道103号喜内瀬鍋串辻線
  - 福島大橋
- 長崎県道109号鷹島肥前線
  - 鷹島肥前大橋
- 長崎県道144号松浦江迎線
- 長崎県道146号上志佐今福停車場線
- 長崎県道158号鷹島線
- 長崎県道228号御厨江迎線
- 長崎県道256号星鹿港線

#### 道の駅
- 松浦海のふるさと館
- 鷹ら島

2つの道の駅には「アジフライの聖地」を記念するモニュメントが建てられている。

### 船舶

#### 市内航路
- 鷹島汽船
  - 御厨～青島～船唐津（鷹島）～黒島～阿翁浦（鷹島）
  - 今福（鷹島口駅下）～飛島～殿ノ浦（鷹島）

#### 市外航路
- 金子廻漕店
  - 浦ノ崎（伊万里市）～福島

## 名所・旧跡・観光スポット・祭事・催事

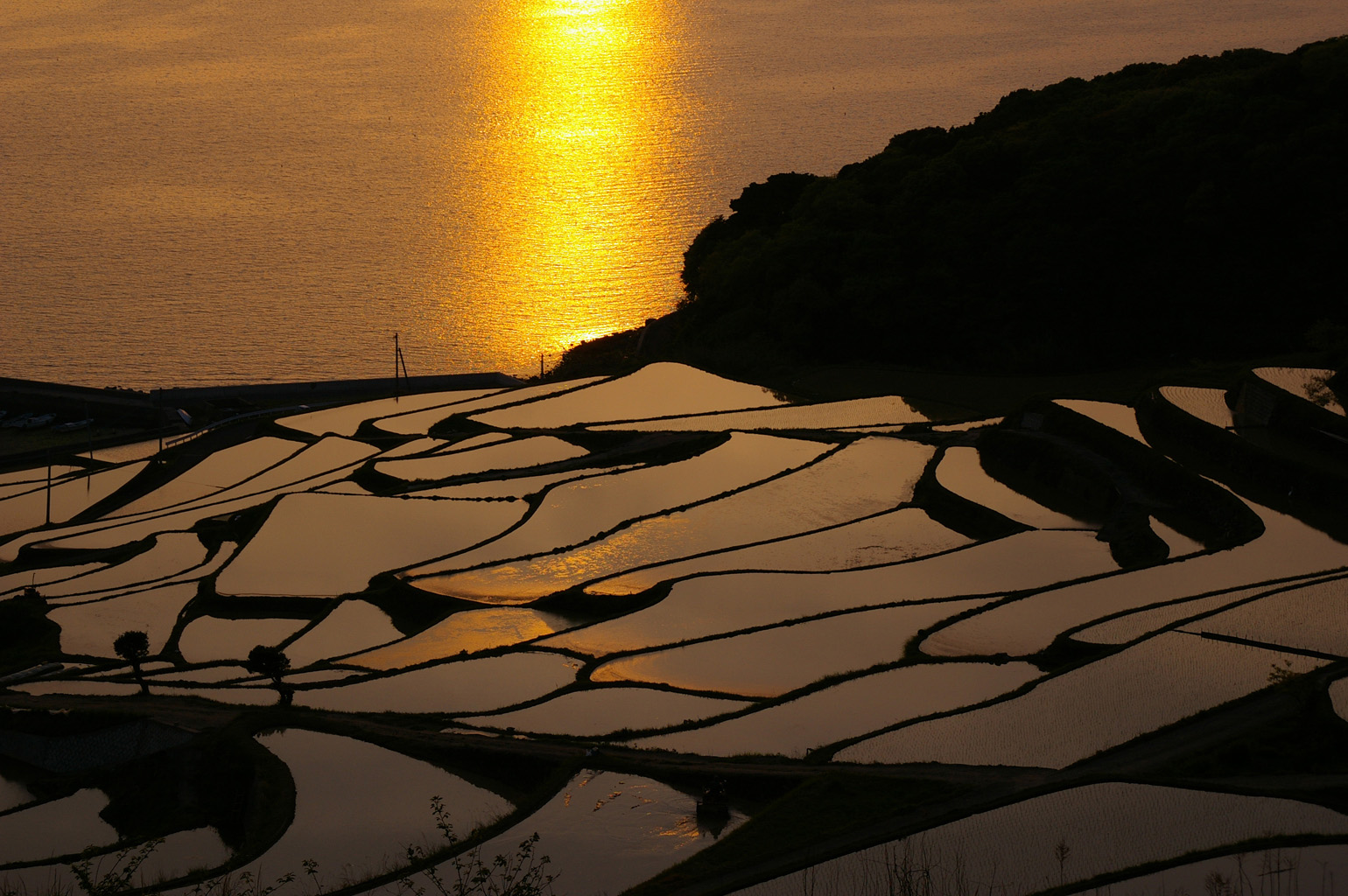
土谷棚田

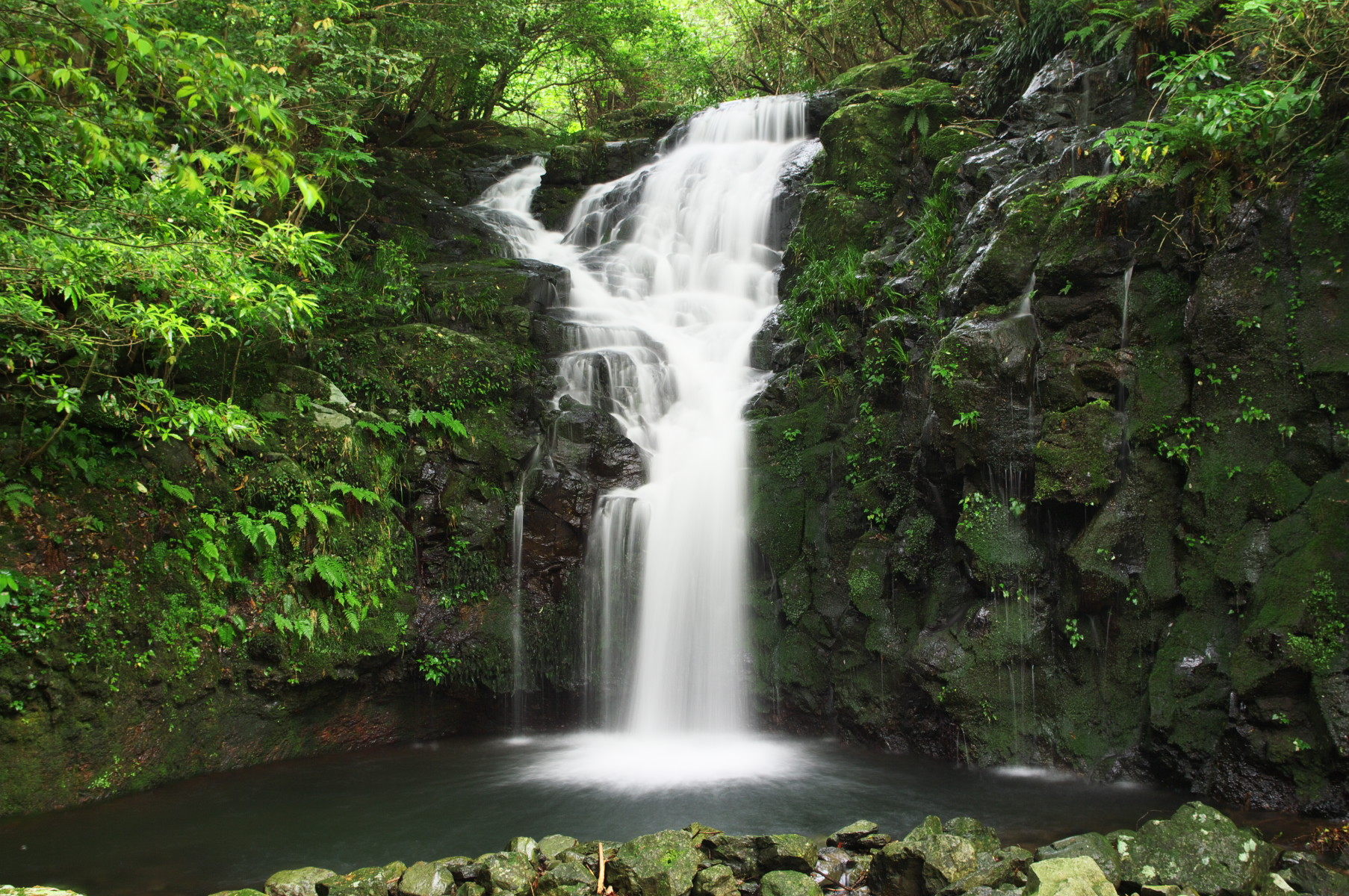
龍王の滝

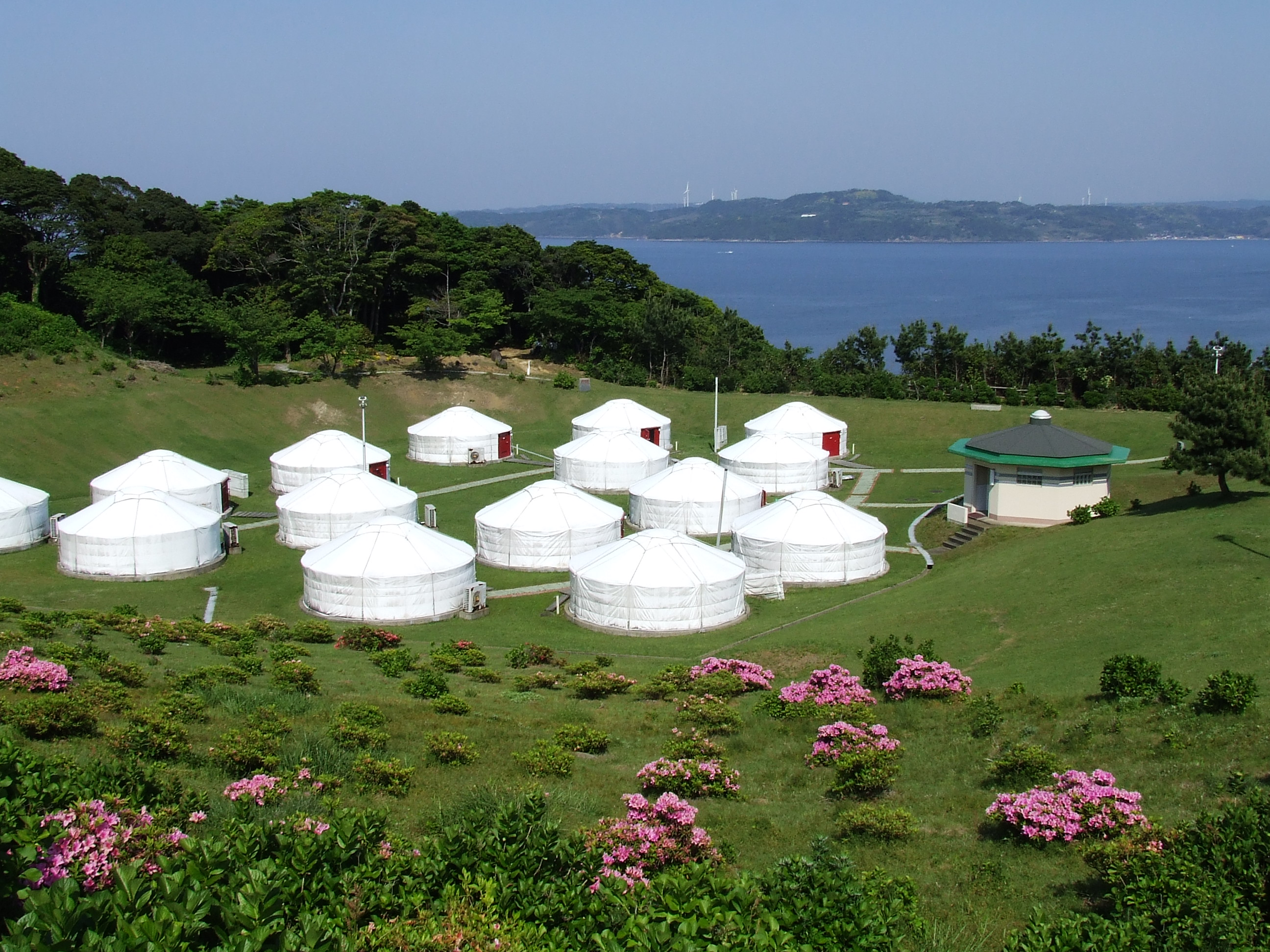
鷹島モンゴル村

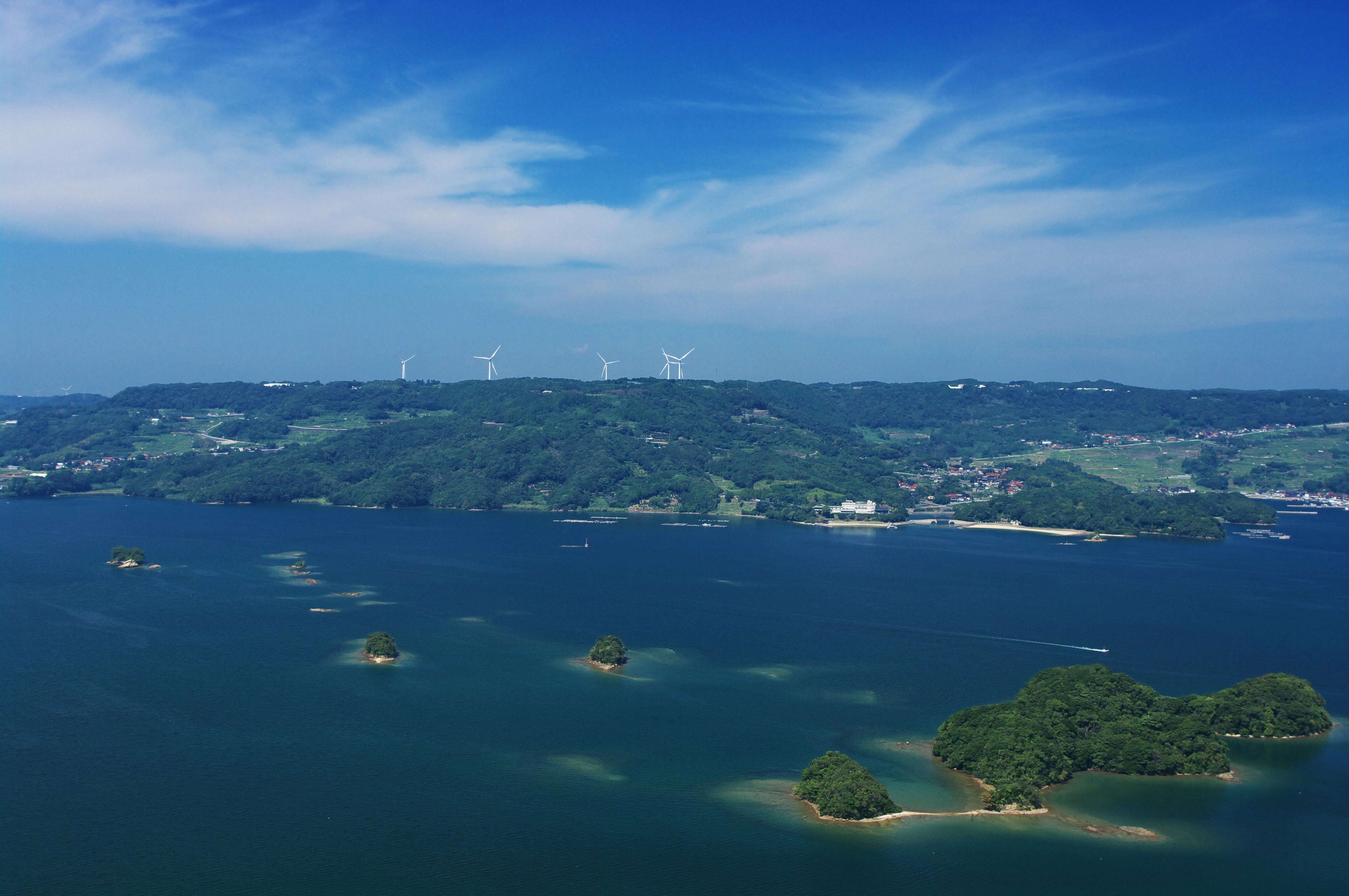
いろは島

### 観光名所など
- 不老山総合公園
- 四季の森石倉
- 龍王の滝
- 松浦水軍の郷 海のふるさと館
- 夕日の見える棚田（福島）
- 蛙鼻公園フルーツフラワーパーク（福島）
- いろは島（福島）
- モンゴル村（鷹島）
- 松浦市立鷹島歴史民俗資料館
- 松浦市福島歴史民俗資料館(図書館併設）

### 催事
- 精霊流し、花火大会 : 8月15日
- 土谷棚田の火祭り : 9月
- 松浦水軍まつり：10月

## 著名な出身者
★は故人
- 森肇　政治家　衆議院議員 ★
- 辻利平　洋画家 ★
- 友広郁洋　前松浦市長（～2018年2月4日）
- 岡部耕大　劇作家
- 坂口照幸　作詞家
- 松尾剛（NHKアナウンサー　おはよう日本、サタデースポーツ等)
- 川谷絵音（ミュージシャン、indigo la End、ゲスの極み乙女。のメンバー）
- 平田勝男　元阪神タイガース　現阪神コーチ
- 丸山祥二　バレーボール選手
- 鬼塚翔太　陸上選手
- 神田沙織　パーソナリティ

## 松浦市に縁のある作品

### 小説
- 桑原水菜 「遺跡発掘師は笑わない 元寇船の眠る海」 2017年 角川文庫
- 桑原水菜 「遺跡発掘師は笑わない 元寇船の紡ぐ夢」 2017年 角川文庫